# 佳州街道
佳州街道，是中华人民共和国陕西省榆林市佳县下辖的一个街道办事处，其建制史可追溯至北宋元丰五年（1082年）所筑的葭芦寨，1964年简化地名改为佳芦镇。2015年，陕西省民政厅批复同意撤销佳芦镇，设立佳州街道办事处。

## 行政区划
佳州街道下辖以下地区：
香炉寺社区、凌云路社区、峪口社区、人民路社区、木长湾村、吕家坪村、申家湾村、暴家坬村、张家庄村、屈家庄村、玉家庄村、崔家河底村、崔家畔村、潘家畔村、大岩岔村、玉家畔村、马家畔村、王家山村、大沟村、兴才湾村、王家墕村、云石峁村、大会坪村、小会坪村、神泉村、闫李家坪村、雷家老庄村、韩宏道村、高家沟村、曹家庄村、李家庄村、马家墕村、朱家山村、大石板桥村、高家源村、西峰则村、大西沟村、小李家坬村、石咀峰村、小石板桥村、高家畔村、朱条沟村、前贺家湾村、狮则崖村、城关村、峪口村、谭家坪村、任家畔村、南河底村、张西畔村、大页里峰村、小页里峰村、叨同圪塔村、李家寨村、赵家坬村、秦梁村、史家沟村、玉家沟村、李文村、马家渠村、十字坬村、王家渠村、郭家畔村、冯家山村、陈家坬村、岳家坡村、张家山村和陈家沟村。

## 中国传统村落
- 2012年12月，神泉村被评为首批“中国传统村落”。
- 2013年8月，张庄村被评为第二批中国传统村落。